# TAI T929
Der TAI T929 Atak 2 ist ein Kampfhubschrauber, der von dem türkischen Staatskonzern Turkish Aerospace Industries entwickelt wird.

## Geschichte
TAI startete 2019 die Entwicklung des Atak 2. Als Antrieb dienen zwei Triebwerke des ukrainischen Herstellers Motor Sitsch mit je rund 2500 PS. Gemäß den Angaben von TAI haben sie eine erste Charge von 14 Motoren erst Anfang 2023 mit reichlicher Verspätung wegen des russischen Überfalls auf die Ukraine 2022 erhalten. Eine eigene türkische Motoren-Entwicklung als Ersatz für später ist geplant. Ausgelegt ist der Atak 2 mit Tandem-Cockpit, Dreibeinfahrwerk mit Spornrad, einer 30-Millimeter-Kanone vorne unter dem Bug und je sechs Aufhängungspunkten links und rechts an Stummelflügeln. Gemäß TAI kann der Atak 2 mit maximal 11,5 Tonnen abheben (davon 1,5 Tonnen Zuladung an Waffen), mehr als das Doppelte als sein Vorgänger TAI T129 und damit vergleichbar mit dem Boeing AH-64 (Startmasse 10,4 Tonnen), Mil Mi-24 (11,5 Tonnen) oder Kamow Ka-52 (11,9 Tonnen). Am 26. April 2023 erfolgte der Triebwerkstest und zwei Tage später der Jungfernflug.